# Руси у Молдавији
Руси у Молдавији су једна од највећих националних мањина у модерној Молдавији. Према резултатима пописа из 2004. године, Руса је било 5,9% од целокупног становништва и они су били трећи најмногобројнији народ у земљи, након Молдаваца — 75,8% и Украјинаца — 8,4%). Значајан део руске омладине у Молдавији су деца из међуетничких бракова (обично између Руса и Молдаваца). Висок проценат међуетничких бракова међу Русима у Молдавији био је карактеристичан за совјетски период.

## Становништво
Према резултатима пописа из 1989. године, око 600.000 Руса је живело у Молдавији за време Совјетског Савеза. Године 2004, спроведени су пописи становништва Молдавије и Придњестровља, што је показало велико смањење броја Руса и коришћења руског језика. У Молдавији (изузев Придњестровља) регистровано је 201.000 Руса, а у Придњестровљу њих 165.000. За 15 година руско становништво у Молдавији се у целини смањило за око 40% (од скоро 600.000 на 366.000).

## Историја
Руски народ се појавио на подручју Бесарабије у 16. веку, у време када је овај простор насељаван од стране руских старих верника. Из Русије у Бесарабију стигао је велики број одбеглих кметова и побуњеника, који су настанили ово подручје са руским трупама током руско-турског рата. До почетка 19. века Руси су чинили само 1% становништва овог региона. Интензивнија миграција Руса у овај регион почела је тек након припојења Бесарабије Русији године. Према попису из 1897. године, 47,6% становника Бесарабије били су Молдавци, 19,6% Украјинци, а 8% — Руси. Према неким научницима, број Руса у Бесарабији је био прецењен, а сматрају да је био мањи од 8,1% (155.700), јер су Украјинци и Белоруси били пописани као Руси. Према прорачунима В Зеленцчука, број Руса износио је 123.100. Попис из 1897. године показује да је руски народ имао истакнуте улоге у областима које се односе на јавне управе, судове, полицију, правне и социјалне службе, где је радило више од 60% Руса.
У Придњестровљу у покрајини Херсон, Руси су чинли 16,9% становништа (око 40.700 људи). У градовима је живело 40% Руса, 14.000 њих у Тираспољу. У поређењу са Бесарабијом, већи број Руса је радио у пољопривреди, него у државним службама.
Према румунском попису из 1930. године, Руса у Бесарабији било 351.900. (12,3%), 28,3% њих је живело у градовима, а били су други најбронији народ после Молдаваца у покрајини. Неки истраживачи примећују да је руско становништво прецењено на рачун Украјинаца и да није премашило 200.000 људи. У време формирања молдавске СССР, број Руса на десној обали Дњепра био је 150.300, а на левој обали, где је раније постојала молдавска СССР, 38.000 људи. У периоду 1959—1989 године, руско становништво у молдавској СССР је повећано са 10,2% на 13,8% укупног становништа. Већина Руса и у овом периоду је живела у градовима, где су чинили 26,4% укупног станивништва, 1989. године. У руралним подручјима, број Руса износио је 3,4%.
 У време касних осамдесетих година 20. века, молдавски радикали и синдикалци, који су били присталице припајања Молдавије у Румунију, почели су да се боре за национални језик и културу, који су по њима били потиснути. Државна политика према Русима у првим годинама независности била је релативно оштра. Одлив руских грађана из Молдавије почео је након њеног отцепљења, због националних тензија и губљења посла јер нису причали молдавским језиком. Недуго након тога, 1994. годне, почела је либеларизација језика, националне и језичке тензије су се смањиле, све до 1997. године када је молдавска Влада поднела скупштини низ пројеката који су имали за циљ јачање језичке политике. Непосредно пре одржавања парламентарних избора, комунистичка партија је имала предизборне слогане, на којима је обећавала давање руског језика статусу државног. Међутим, након победе на изборима, никада нису испунили обећано.

## Тренутно стање
Живот Руса у Молдавији и Придњестровљу је значајно другачија. У Придњестровљу, Руси скоро да немају осећај националне нелагодности, њихов друштвени статус се у односу на пре није много променио. Међутим, у Молдавији, државна политика према представницима невладиних националности била је сурова. Према резултатима анкете из 1996. године, 79% Руса Молдавије сматра да приликом преузимања престижних и високо плаћених позиција, Молдавци и Румуни имају очигледне предности. Међу Русима у Кишињеву, 84% испитаника је веровало да приликом уласка на универзитете долази до сличне ситуације. Од 1991. године, када је Молдавија постала држава, притисак на руску популацију је ослабио. Уставни суд Молдавије је 2002. године укинуо одлуку парламента да се руски језик изједначи са молдавским, као државним језиком у службеним документима. Истовремено, руски језик задржао је статус језика међунационалне комуникације у Молдавији и добио је статус службеног језика у Придњестровљу.
Стварање Придњестровска Молдавска Република се може узети у обзир као резултат сепаратизма руско становништва. Истовремено, Придњестровље је активно подржало консолидацију Руса у остатку Молдавије, а Придњестровска Молдавска Република је постала регион унутрашње емиграције у Молдавији. За Русе у Молдавији и Придњестровској Молдавској Републици карактеристичне су различите врсте идентитета. У Молдавији је представљен национални идентитет са израженим комплексом инфериорности, јер су сматрали да су сувишни грађани. У Придњестровској Молдавској Републици постоји идентитет Руса који су блиско повезани са Украјинцима и често се не може утврдити разлика између њих.

## Инфраструктура
У Молдавији постоје руске школе и лицеуми, док на универзитетима постоји мали број руских група. Од 1989. године, број руских школа у Молдавији (Придњестровља) до почетка 21. века је смањен са 301 на 260. У Молдавији се руски језик шири у штампаним и електронским медијима. У Молдавији постоји руско драмско позориште АП Чехов, театар "Са улице Рос" и руска библиотека М. В. Ломоносов у Кишињеву.
Од априла 2001. године, Координациони савет руских заједница Молдавије почео је са објављивањем новина Руско слово, а Савез руских заједница Придњестровљу, објавио је новине Руски рубеж. Током 2004. године у Молдавији је емитован програм Русија 1 у 24 града у земљи.